# Зюштедт
Зюштедт (нем. Süstedt) — община в Германии, в земле Нижняя Саксония.
Входит в состав района Дипхольц. Подчиняется управлению Брухгаузен-Фильзен. Население составляет 1544 человека (на 31 декабря 2010 года). Занимает площадь 37,01 км².
Община подразделяется на 3 сельских округа.
| Год  | Население |
| ---- | --------- |
| 1990 | 1375      |
| 1995 | 1429      |
| 2000 | 1582      |
| 2005 | 1538      |
| 2010 | 1546      |